# 约翰尼·赖特
约翰尼·艾伦·赖特（英語：Johnny Alan Wright，1929年5月19日—2001年7月12日），英国前男子拳击运动员。他曾代表英国参加1948年夏季奥林匹克运动会拳击比赛，获得男子73公斤级银牌。